# Velká cena Amerik silničních motocyklů 2024
Velká cena Amerik 2024 (oficiálně Red Bull Grand Prix of the Americas) byla třetím závodním víkendem mistrovství světa silničních motocyklů 2024. Konala se 12. - 14. dubna na okruhu Circuit of the Americas v Austinu, Texas.

## Okruh
| Circuit of the Americas | Circuit of the Americas |
| ----------------------- | ----------------------- |
|                         |                         |
| Délka                   | 5.513 km                |
| Počet zatáček           | 20                      |

## Časový harmonogram
| Datum     | Třída  | Aktivita        | Start           |
| --------- | ------ | --------------- | --------------- |
| 12. dubna | Moto3  | Volný trénink   | 9.00 (35 min.)  |
| 12. dubna | Moto2  | Volný trénink   | 9:50 (40 min.)  |
| 12. dubna | MotoGP | Volný trénink 1 | 10:45 (45 min.) |
| 12. dubna | Moto3  | Trénink 1       | 13:15 (50 min.) |
| 12. dubna | Moto2  | Trénink 1       | 14:05 (40 min.) |
| 12. dubna | MotoGP | Volný trénink 2 | 15:00 (60 min.) |
| 13. dubna | Moto3  | Trénink 2       | 8:40 (30 min.)  |
| 13. dubna | Moto2  | Trénink 2       | 9:25 (30 min.)  |
| 13. dubna | MotoGP | Trénink         | 10:10 (55 min.) |
| 13. dubna | MotoGP | Kvalifikace 1   | 10:50 (15 min.) |
| 13. dubna | MotoGP | Kvalifikace 2   | 11:15 (15 min.) |
| 13. dubna | Moto3  | Kvalifikace 1   | 12:50 (15 min.) |
| 13. dubna | Moto3  | Kvalifikace 2   | 13:15 (15 min.) |
| 13. dubna | Moto2  | Kvalifikace 1   | 13:45 (15 min.) |
| 13. dubna | Moto2  | Kvalifikace 2   | 14:10 (15 min.) |
| 13. dubna | MotoGP | Sprint          | 15:00 (10 kol)  |
| 14. dubna | MotoGP | Warm Up         | 9:40 (10 min.)  |
| 14. dubna | Moto3  | Závod           | 11:00 (14 kol)  |
| 14. dubna | Moto2  | Závod           | 12:15 (16 kol)  |
| 14. dubna | MotoGP | Závod           | 14:00 (20 kol)  |
| Zdroj:    |        |                 |                 |

## Startovní listina
| #      | Jezdec                  | Tým                               | Motocykl                |
| MotoGP | MotoGP                  | MotoGP                            | MotoGP                  |
| ------ | ----------------------- | --------------------------------- | ----------------------- |
| 1      | Francesco Bagnaia       | Ducati Lenovo Team                | Ducati Desmosedici GP24 |
| 5      | Johann Zarco            | Castrol Honda LCR                 | Honda RC213V            |
| 10     | Luca Marini             | Repsol Honda Team                 | Honda RC213V            |
| 12     | Maverick Vińales        | Aprilia Racing                    | Aprilia RS-GP24         |
| 20     | Fabio Quartararo        | Monster Energy Yamaha MotoGP Team | Yamaha YZR-M1           |
| 21     | Franco Morbidelli       | Prima Pramac Racing               | Ducati Desmosedici GP24 |
| 23     | Enea Bastianini         | Ducati Lenovo Team                | Ducati Desmosedici GP24 |
| 25     | Raúl Fernández          | Trackhouse Racing                 | Aprilia RS-GP23         |
| 30     | Takaaki Nakagami        | Castrol Honda LCR                 | Honda RC213V            |
| 31     | Pedro Acosta            | Red Bull GasGas Tech3             | KTM RC16                |
| 33     | Brad Binder             | Red Bull KTM Factory Racing       | KTM RC16                |
| 36     | Joan Mir                | Repsol Honda Team                 | Honda RC213V            |
| 37     | Augusto Fernández       | Red Bull GasGas Tech3             | KTM RC16                |
| 41     | Aleix Espargaró         | Aprilia Racing                    | Aprilia RS-GP24         |
| 42     | Álex Rins               | Monster Energy Yamaha MotoGP Team | Yamaha YZR-M1           |
| 43     | Jack Miller             | Red Bull KTM Factory Racing       | KTM RC16                |
| 49     | Fabio Di Giannantonio   | Pertamina Enduro VR46 Racing Team | Ducati Desmosedici GP23 |
| 72     | Marco Bezzecchi         | Pertamina Enduro VR46 Racing Team | Ducati Desmosedici GP23 |
| 73     | Álex Márquez            | Gresini Racing MotoGP             | Ducati Desmosedici GP23 |
| 88     | Miguel Oliveira         | Trackhouse Racing                 | Aprilia RS-GP24         |
| 89     | Jorge Martín            | Prima Pramac Racing               | Ducati Desmosedici GP24 |
| 93     | Marc Márquez            | Gresini Racing MotoGP             | Ducati Desmosedici GP23 |
| Moto2  |                         |                                   |                         |
| #      | Jezdec                  | Tým                               | Motocykl                |
| 3      | Sergio García           | MT Helmets - MSi                  | Boscoscuro B-24         |
| 5      | Jaume Masià             | Pertamina Mnadalika Gas Up Team   | Kalex Moto2             |
| 7      | Barry Baltus            | RW-Idrofoglia Racing GP           | Kalex Moto2             |
| 10     | Diogo Moreira           | Italtrans Racing Team             | Kalex Moto2             |
| 11     | Álex Escrig             | Klint Forward Factory Team        | Forward F2              |
| 12     | Filip Salač             | Elf Marc VDS Racing Team          | Kalex Moto2             |
| 13     | Celestino Vietti        | Red Bull KTM Ajo                  | Kalex Moto2             |
| 14     | Tony Arbolino           | Elf Marc VDS Racing Team          | Kalex Moto2             |
| 15     | Darryn Binder           | Liqui Moly Husqvarna Intact GP    | Kalex Moto2             |
| 16     | Joe Roberts             | OnlyFans American Racing Team     | Kalex Moto2             |
| 18     | Manuel González         | QJmotor Gresini Moto2             | Kalex Moto2             |
| 20     | Xavi Cardelús           | Fantic Racing                     | Kalex Moto2             |
| 21     | Alonso López            | Speed Up Racing                   | Boscoscuro B-24         |
| 24     | Marcos Ramírez          | OnlyFans American Racing Team     | Kalex Moto2             |
| 28     | Izan Guevara            | CFMoto Aspar Team                 | Kalex Moto2             |
| 34     | Mario Aji               | Idemitsu Honda Team Asia          | Kalex Moto2             |
| 35     | Somkiat Chantra         | Idemitsu Honda Team Asia          | Kalex Moto2             |
| 43     | Xavier Artigas          | Klint Forward Factory Team        | Forward F2              |
| 44     | Arón Canet              | Fantic Racing                     | Kalex Moto2             |
| 52     | Jeremy Alcoba           | Yamaha VR46 Master Camp Team      | Kalex Moto2             |
| 53     | Deniz Öncü              | Red Bull KTM Ajo                  | Kalex Moto2             |
| 54     | Fermín Aldeguer         | Speed Up Racing                   | Boscoscuro B-24         |
| 64     | Bo Bendsneyder          | Pertamina Mandalika Gas Up Team   | Kalex Moto2             |
| 71     | Dennis Foggia           | Italtrans Racing Team             | Kalex Moto2             |
| 75     | Albert Arenas           | QJmotor Gresini Moto2             | Kalex Moto2             |
| 79     | Ai Ogura                | MT Helmets - MSi                  | Boscoscuro B-24         |
| 81     | Senna Agius             | Liqui Moly Husqvarna Intact GP    | Kalex Moto2             |
| 84     | Zonta van den Goorbergh | RW-Idrofoglia Racing GP           | Kalex Moto2             |
| 96     | Jake Dixon              | CFMoto Aspar Team                 | Kalex Moto2             |
| Moto3  |                         |                                   |                         |
| #      | Jezdec                  | Tým                               | Motocykl                |
| 6      | Ryusei Yamanaka         | MT Helmets -MSi                   | KTM RC250GP             |
| 7      | Filippo Farioli         | Sic58 Squadra Corse               | Honda NSF250RW          |
| 10     | Nicola Carraro          | LevelUp - MTA                     | KTM RC250GP             |
| 12     | Jacob Roulstone         | Red Bull GasGas Tech3             | Gas Gas RC250GP         |
| 18     | Matteo Bertelle         | Rivacold Snipers Team             | Honda NSF250RW          |
| 19     | Scott Ogden             | MLav Racing                       | Honda NSF250RW          |
| 24     | Tatsuki Suzuki          | Liqui Moly Husqvarna Intact GP    | Husqvarna FR250GP       |
| 31     | Adrián Fernández        | Leopard Racing                    | Honda NSF250RW          |
| 36     | Ángel Piqueras          | Leopard Racing                    | Honda NSF250RW          |
| 48     | Iván Ortolá             | MT Helmets - MSi                  | KTM RC250GP             |
| 54     | Riccardo Rossi          | CIP Green Power                   | KTM RC250GP             |
| 55     | Noah Dettwiler          | CIP Green Power                   | KTM RC250GP             |
| 58     | Luca Lunetta            | Sic58 Squadra Corse               | Honda NSF250RW          |
| 64     | David Muńoz             | Boé Motorsports                   | KTM RC250GP             |
| 66     | Joel Kelso              | Boé Motorsports                   | KTM RC250GP             |
| 70     | Joshua Whatley          | MLav Racing                       | Honda NSF250RW          |
| 72     | Taiyo Furusato          | Honda Team Asia                   | Honda NSF250RW          |
| 78     | Joel Esteban            | CFMoto Aspar Team                 | CFMoto Moto3            |
| 80     | David Alonso            | CFMoto Aspar Team                 | CFMoto Moto3            |
| 82     | Stefano Nepa            | LevelUp - MTA                     | KTM RC250GP             |
| 85     | Xabi Zurutuza           | Red Bull KTM Ajo                  | KTM RC250GP             |
| 95     | Collin Veijer           | Liqui Moly Husqvarna Intact GP    | Husqvarna FR250GP       |
| 96     | Daniel Holgado          | Red Bull Gas Gas Tech3            | Gas Gas RC250GP         |

## MotoGP

### Kvalifikace
| *                                                 | *                                                     | *                                                 |
| _______1_______ Maverick Viňales Aprilia 2:00.864 |                                                       |                                                   |
|                                                   | _______2_______ Pedro Acosta KTM 2:01.192             |                                                   |
|                                                   |                                                       | _______3_______ Marc Márquez Ducati 2:01.266      |
| _______4_______ Francesco Bagnaia Ducati 2:01.352 |                                                       |                                                   |
|                                                   | _______5_______ Enea Bastianini Ducati 2:01.439       |                                                   |
|                                                   |                                                       | _______6_______ Jorge Martín Ducati 2:01.511      |
| _______7_______ Aleix Espargaró Aprilia 2:01.562  |                                                       |                                                   |
|                                                   | _______8_______ Fabio Di Giannantonio Ducati 2:01.667 |                                                   |
|                                                   |                                                       | _______9_______ Franco Morbidelli Ducati 2:01.737 |
| _______10_______ Marco Bezzecchi Ducati 2:02.279  |                                                       |                                                   |
|                                                   | _______11_______ Jack Miller KTM 2:02.297             |                                                   |
|                                                   |                                                       | _______12_______ Álex Márquez Ducati 2:01.563     |
| _______13_______ Raúl Fernández Aprilia 2:01.726  |                                                       |                                                   |
|                                                   | _______14_______ Miguel Oliveira Aprilia 2:01.844     |                                                   |
|                                                   |                                                       | _______15_______ Álex Rins Yamaha 2:01.893        |
| _______16_______ Fabio Quartararo Yamaha 2:02.089 |                                                       |                                                   |
|                                                   | _______17_______ Brad Binder KTM 2:02.140             |                                                   |
|                                                   |                                                       | _______18_______ Augusto Fernández KTM 2:02.223   |
| _______19_______ Johann Zarco Honda 2:02.380      |                                                       |                                                   |
|                                                   | _______20_______ Joan Mir Honda 2:02.829              |                                                   |
|                                                   |                                                       | _______21_______ Takaaki Nakagami Honda 2:03.114  |
| _______22_______ Luca Marini Honda 2:03.249       |                                                       |                                                   |
| ------------------------------------------------- | ----------------------------------------------------- | ------------------------------------------------- |

Zdroj

### Sprint
| Pozice | Jezdec                | Motocykl | Kola | Čas               | Body |
| ------ | --------------------- | -------- | ---- | ----------------- | ---- |
| 1      | Maverick Vińales      | Aprilia  | 10   | 20:27.825         | 12   |
| 2      | Marc Márquez          | Ducati   | 10   | +2.294            | 9    |
| 3      | Jorge Martín          | Ducati   | 10   | +4.399            | 7    |
| 4      | Pedro Acosta          | KTM      | 10   | +6.480            | 6    |
| 5      | Aleix Espargaró       | Aprilia  | 10   | +6.657            | 5    |
| 6      | Enea Bastianini       | Ducati   | 10   | +8.621            | 4    |
| 7      | Jack Miller           | KTM      | 10   | +9.237            | 3    |
| 8      | Francesco Bagnaia     | Ducati   | 10   | +9.349            | 2    |
| 9      | Raúl Fernández        | Aprilia  | 10   | +9.637            | 1    |
| 10     | Franco Morbidelli     | Ducati   | 10   | +9.894            |      |
| 11     | Miguel Oliveira       | Aprilia  | 10   | +10.364           |      |
| 12     | Brad Binder           | KTM      | 10   | +10.724           |      |
| 13     | Marco Bezzecchi       | Ducati   | 10   | +11.549           |      |
| 14     | Álex Márquez          | Ducati   | 10   | +15.468           |      |
| 15     | Fabio Quartararo      | Yamaha   | 10   | +15.574           |      |
| 16     | Álex Rins             | Yamaha   | 10   | +18.146           |      |
| 17     | Luca Marini           | Honda    | 10   | +22.989           |      |
| DNF    | Joan Mir              | Honda    | 6    | Pád               |      |
| DNF    | Johann Zarco          | Honda    | 3    | Pád               |      |
| DNF    | Fabio Di Giannantonio | Ducati   | 0    | Technický problém |      |
| DNF    | Augusto Fernández     | KTM      | 0    | Pád               |      |
| DNF    | Takaaki Nakagami      | Honda    | 0    | Pád               |      |
| Zdroj  |                       |          |      |                   |      |

### Závod
| Pozice | Jezdec                | Motocykl | Kola | Čas               | Body |
| ------ | --------------------- | -------- | ---- | ----------------- | ---- |
| 1      | Maverick Vińales      | Aprilia  | 20   | 41:09.503         | 25   |
| 2      | Pedro Acosta          | KTM      | 20   | +1.728            | 20   |
| 3      | Enea Bastianini       | Ducati   | 20   | +2.703            | 16   |
| 4      | Jorge Martín          | Ducati   | 20   | +4.699            | 13   |
| 5      | Francesco Bagnaia     | Ducati   | 20   | +7.392            | 11   |
| 6      | Fabio Di Giannantonio | Ducati   | 20   | +9.980            | 10   |
| 7      | Aleix Espargaró       | Aprilia  | 20   | +12.208           | 9    |
| 8      | Marco Bezzecchi       | Ducati   | 20   | +13.343           | 8    |
| 9      | Brad Binder           | KTM      | 20   | +14.931           | 7    |
| 10     | Raúl Fernández        | Aprilia  | 20   | +16.656           | 6    |
| 11     | Miguel Oliveira       | Aprilia  | 20   | +18.542           | 5    |
| 12     | Fabio Quartararo      | Yamaha   | 20   | +22.899           | 4    |
| 13     | Jack Miller           | KTM      | 20   | +24.011           | 3    |
| 14     | Augusto Fernández     | KTM      | 20   | +27.652           | 2    |
| 15     | Álex Márquez          | Ducati   | 20   | +32.855           | 1    |
| 16     | Luca Marini           | Honda    | 20   | +33.529           |      |
| DNF    | Marc Márquez          | Ducati   | 10   | Pád               |      |
| DNF    | Álex Rins             | Yamaha   | 10   | Pád               |      |
| DNF    | Joan Mir              | Honda    | 8    | Pád               |      |
| DNF    | Franco Morbidelli     | Ducati   | 7    | Pád               |      |
| DNF    | Takaaki Nakagami      | Honda    | 6    | Pád               |      |
| DNF    | Johann Zarco          | Honda    | 6    | Technický problém |      |
| Zdroj  |                       |          |      |                   |      |

## Moto2

### Kvalifikace
| *                                               | *                                                   | *                                                       |
| _______1_______ Arón Canet Kalex 2:07.740       |                                                     |                                                         |
|                                                 | _______2_______ Fermín Aldeguer Boscoscuro 2:07.740 |                                                         |
|                                                 |                                                     | _______3_______ Sergio García Boscoscuro 2:07.819       |
| _______4_______ Albert Arenas Kalex 2:07.865    |                                                     |                                                         |
|                                                 | _______5_______ Joe Roberts Kalex 2:07.868          |                                                         |
|                                                 |                                                     | _______6_______ Marco Ramírez Kalex 2:07.911            |
| _______7_______ Dennis Foggia Kalex 2:08.031    |                                                     |                                                         |
|                                                 | _______8_______ Alonso López Boscoscuro 2:08.063    |                                                         |
|                                                 |                                                     | _______9_______ Manuel González Kalex 2:08.074          |
| _______10_______ Bo Bendsneyder Kalex 2:08.112  |                                                     |                                                         |
|                                                 | _______11_______ Tony Arbolino Kalex 2:08.127       |                                                         |
|                                                 |                                                     | _______12_______ Barry Baltus Kalex 2:08.142            |
| _______13_______ Jeremy Alcoba Kalex 2:08.147   |                                                     |                                                         |
|                                                 | _______14_______ Jake Dixon Kalex 2:08.281          |                                                         |
|                                                 |                                                     | _______15_______ Celestino Vietti Kalex 2:08.311        |
| _______16_______ Diogo Moreira Kalex 2:08.365   |                                                     |                                                         |
|                                                 | _______17_______ Ai Ogura Boscoscuro 2:08.461       |                                                         |
|                                                 |                                                     | _______18_______ Jaume Masià Kalex 2:08.512             |
| _______19_______ Somkiat Chantra Kalex 2:08.479 |                                                     |                                                         |
|                                                 | _______20_______ Filip Salač Kalex 2:08.599         |                                                         |
|                                                 |                                                     | _______21_______ Deniz Öncü Kalex 2:08.601              |
| _______22_______ Senna Agius Kalex 2:08.479     |                                                     |                                                         |
|                                                 | _______23_______ Izan Guevara Kalex 2:08.870        |                                                         |
|                                                 |                                                     | _______24_______ Zonta van den Goorbergh Kalex 2:08.930 |
| _______25_______ Mario Aji Kalex 2:09.419       |                                                     |                                                         |
|                                                 | _______26_______ Xavier Artigas Forward 2:10.408    |                                                         |
|                                                 |                                                     | _______27_______ Xavi Cardelús Kalex 2:10.735           |
| _______28_______ Álex Escrig Forward 2:11.109   |                                                     |                                                         |
|                                                 | _______29_______ Darryn Binder Kalex 2:08.733       |                                                         |
| ----------------------------------------------- | --------------------------------------------------- | ------------------------------------------------------- |

Zdroj:

### Závod
| Pozice | Jezdec                  | Motocykl   | Kola | Čas               | Body |
| ------ | ----------------------- | ---------- | ---- | ----------------- | ---- |
| 1      | Sergio García           | Boscoscuro | 16   | 34:25.954         | 25   |
| 2      | Joe Roberts             | Kalex      | 16   | +0.492            | 20   |
| 3      | Fermín Aldeguer         | Boscoscuro | 16   | +3.293            | 16   |
| 4      | Alonso López            | Boscoscuro | 16   | +6.967            | 13   |
| 5      | Marcos Ramírez          | Kalex      | 16   | +7.102            | 11   |
| 6      | Dennis Foggia           | Kalex      | 16   | +7.150            | 10   |
| 7      | Ai Ogura                | Boscoscuro | 16   | +9.869            | 9    |
| 8      | Jeremy Alcoba           | Kalex      | 16   | +10.036           | 8    |
| 9      | Arón Canet              | Kalex      | 16   | +11.004           | 7    |
| 10     | Celestino Vietti        | Kalex      | 16   | +12.751           | 6    |
| 11     | Tony Arbolino           | Kalex      | 16   | +13.229           | 5    |
| 12     | Albert Arenas           | Kalex      | 16   | +14.734           | 4    |
| 13     | Manuel González         | Kalex      | 16   | +17.509           | 3    |
| 14     | Diogo Moreira           | Kalex      | 16   | +17.959           | 2    |
| 15     | Filip Salač             | Kalex      | 16   | +17.994           | 1    |
| 16     | Barry Baltus            | Kalex      | 16   | +18.618           |      |
| 17     | Senna Agius             | Kalex      | 16   | +19.460           |      |
| 18     | Bo Bendsneyder          | Kalex      | 16   | +26.185           |      |
| 19     | Jaume Masià             | Kalex      | 16   | +26.272           |      |
| 20     | Izan Guevara            | Kalex      | 16   | +26.351           |      |
| 21     | Somkiat Chantra         | Kalex      | 16   | +29.786           |      |
| 22     | Deniz Öncü              | Kalex      | 16   | +33.210           |      |
| 23     | Jake Dixon              | Kalex      | 16   | +43.821           |      |
| 24     | Álex Escrig             | Forward    | 16   | +44.984           |      |
| 25     | Xavier Artigas          | Forward    | 16   | +45.171           |      |
| 26     | Xavi Cardelús           | Kalex      | 16   | +1:00.083         |      |
| 27     | Darryn Binder           | Kalex      | 16   | +1:17.291         |      |
| DNF    | Zonta van den Goorbergh | Kalex      | 7    | Technický problém |      |
| DNF    | Mario Aji               | Kalex      | 4    | Pád               |      |
| Zdroj  |                         |            |      |                   |      |

## Moto3

### Kvalifikace
| *                                             | *                                                | *                                                  |
| _______1_______ David Alonso CFMoto 2:14.292  |                                                  |                                                    |
|                                               | _______2_______ Daniel Holgado Gas Gas 2:14.487  |                                                    |
|                                               |                                                  | _______3_______ Collin Veijer Husqvarna 2:14.574   |
| _______4_______ Joel Kelso KTM 2:14.800       |                                                  |                                                    |
|                                               | _______5_______ Jacob Roulstone Gas Gas 2:14.869 |                                                    |
|                                               |                                                  | _______6_______ Matteo Bertelle Honda 2:14.918     |
| _______7_______ David Muńoz KTM 2:15.015      |                                                  |                                                    |
|                                               | _______8_______ Stefano Nepa KTM 2:15.164        |                                                    |
|                                               |                                                  | _______9_______ Taiyo Furusato Honda 2:15.192      |
| _______10_______ Luca Lunetta Honda 2:15.223  |                                                  |                                                    |
|                                               | _______11_______ Adrián Fernández Honda 2:15.271 |                                                    |
|                                               |                                                  | _______12_______ Filippo Farioli Honda 2:15.282    |
| _______13_______ Iván Ortolá KTM 2:15.433     |                                                  |                                                    |
|                                               | _______14_______ Scott Ogden Honda 2:15.460      |                                                    |
|                                               |                                                  | _______15_______ Tatsuki Suzuki Husqvarna 2:15.738 |
| _______16_______ Joel Esteban CFMoto 2:16.232 |                                                  |                                                    |
|                                               | _______17_______ Ángel Piqueras Honda 2:14.713   |                                                    |
|                                               |                                                  | _______18_______ Joshua Whatley Honda 2:16.877     |
| _______19_______ Nicolo Carraro KTM 2:17.052  |                                                  |                                                    |
|                                               | _______20_______ Riccardo Rossi KTM 2:17.200     |                                                    |
|                                               |                                                  | _______21_______ Noah Dettwiler KTM 2:17.563       |
| _______22_______ Xabi Zurutuza KTM 2:17.818   |                                                  |                                                    |
|                                               | _______23_______ Ryusei Yamanaka KTM 2:20.595    |                                                    |
| --------------------------------------------- | ------------------------------------------------ | -------------------------------------------------- |

Zdroj:

### Závod
| Pozice | Jezdec           | Motocykl  | Kola | Čas               | Body |
| ------ | ---------------- | --------- | ---- | ----------------- | ---- |
| 1      | David Alonso     | CFMoto    | 14   | 31:38.427         | 25   |
| 2      | Daniel Holgado   | Gas Gas   | 14   | +5.163            | 20   |
| 3      | Ángel Piqueras   | Honda     | 14   | +5.176            | 16   |
| 4      | Ryusei Yamanaka  | KTM       | 14   | +5.676            | 13   |
| 5      | David Muńoz      | KTM       | 14   | +13.285           | 11   |
| 6      | Tatsuki Suzuki   | Husqvarna | 14   | +13.730           | 10   |
| 7      | Joel Kelso       | KTM       | 14   | +16.963           | 9    |
| 8      | Jacob Roulstone  | Gas Gas   | 14   | +19.126           | 8    |
| 9      | Joel Esteban     | CFMoto    | 14   | +19.325           | 7    |
| 10     | Matteo Bertelle  | Honda     | 14   | +20.689           | 6    |
| 11     | Adrián Fernández | Honda     | 14   | +20.689           | 5    |
| 12     | Nicola Carraro   | KTM       | 14   | +22.785           | 4    |
| 13     | Xabi Zurutuza    | KTM       | 14   | +22.869           | 3    |
| 14     | Noah Dettwiler   | KTM       | 14   | +27.575           | 2    |
| 15     | Filippo Farioli  | Honda     | 14   | +32.147           | 1    |
| 16     | Riccardo Rossi   | KTM       | 14   | +38.953           |      |
| 17     | Joshua Whatley   | Honda     | 14   | +44.924           |      |
| 18     | Stefano Nepa     | KTM       | 14   | +45.075           |      |
| 19     | Luca Lunetta     | Honda     | 14   | +1:19.752         |      |
| DNF    | Collin Veijer    | Husqvarna | 11   | Pád               |      |
| DNF    | Iván Ortolá      | KTM       | 11   | Technický problém |      |
| DNF    | Taiyo Furusato   | Honda     | 3    | Pád               |      |
| DSQ    | Scott Ogden      | Honda     | -    | Diskvalifikován   |      |
| Zdroj  |                  |           |      |                   |      |